# Bitva u Kliszówa
Bitva u Kliszówa byla bitvou severní války. V bitvě utrpěla polsko-saská armáda porážku od švédského krále Karla XII. Šlo o jedno z největších vítězství Švédska v severní válce.
Polsko-saská armáda ztratila celkem 3700 mužů oproti 1200 mužům, které ztratilo Švédsko.